# Газель гірська
Газель гірська (Gazella gazella) — вид газелей, що мешкає в  Аравії,  Ізраїлі і Лівані.

## Опис
Довжина тіла становить від 98 до 115 см, вага — від 16 до 29,5 кг. Самці більші в середньому на 10 см і трохи важче самок. Хвіст довжиною від 8 до 13 см. Рогу самців довжиною від 22 до 29 см, роги самок довжиною від 6 до 12 см.
Тіло газелі тонке з довгою шиєю і довгими ногами. Шерсть на спині і з боків тіла темно-коричневого забарвлення. Черево, внутрішня сторона кінцівок і задня частина тіла білого кольору. Часто ці дві області розділяє виразна темна смуга. Характерною ознакою виду є дві вертикальні білі смуги на морді, що проходять від рогів через очі до області носа.

## Поширення
Раніше вид мав широкий ареал і охоплював територію Аравійського і Синайського півостровів. В даний час звичайна газель мешкає переважно в  Ізраїлі,  Саудівській Аравії, Омані, в  Об'єднаних Арабських Еміратах і Ємені.
Вид тримається переважно в напівпустелях і пустелях, зрідка відвідуючи відкриті лісу. Ландшафт являє собою часто низькі скелясті гори. Газель живе також в прибережних піщаних дюнах і на плоскогір'ях. В області поширення виду температура навколишнього середовища варіює від мінус декількох градусів до плюс 45 °С.

## Спосіб життя
Газелі активні переважно вранці та пізно ввечері. У густонаселених людьми регіонах тварини активні також вночі. У найспекотніші денні години тварини відпочивають, сховавшись в захищеному місці. Харчування складається частіше з трав і трав'янистих рослин, а також з листя кущів і дерев. У посушливих областях газелі копають землю в пошуках цибулин і бульб.

## Розмноження
Домінантні самці ведуть частіше одиночний спосіб життя на своїй території, захищаючи її від інших самців. Самка і підростаюче покоління утворюють тимчасові або постійні групи чисельністю від 3 до 8 голів. Молоді самці об'єднуються в холостяцькі групи. Зустріч двох дорослих самців супроводжується демонстрацією сили, після чого більш слабкий самець відступає. Рідко справа доходить до боротьби, під час якої тварини отримують каліцтва.
Залежно від області поширення спарювання відбувається увесь рік, або тільки в період з початку весни до початку літа. Вагітність триває приблизно 180 днів. Самиця народжує частіше одного дитинчати. Напередодні цієї події вона усамітнюється від своєї групи. Вже незабаром після народження дитинчата встають на ноги, залишаючись, однак, протягом перших тижнів в охоронюваному матір'ю притулку. Мати з дитинчам здійснюють короткі прогулянки і приблизно через 2 місяці вони приєднуються до групи. Приблизно через 4 місяці дитинча відлучається від годування. Самиці залишаються частіше в групі матері, а самці залишають її приблизно через 6 місяців. Статева зрілість настає у самок у віці 12, у самців у віці приблизно 20 місяців. Проте, перше успішне спарювання відбувається тільки на другому році життя (у самки) або через 3 роки (у самця), після появи своєї власної ділянки.
Тривалість життя в неволі становить близько 13 років, в природі — 8 років.

## Підвиди
Виділяють п'ять-шість підвидів:
- G. g. cora мешкає в Омані і  Саудівській Аравії. Вимер в Ємені. Населення налічує 10 000 особин, з них 90% в Омані.
- G. g. farasani живе тільки на островах  Фарасан в  Червоному морі. Населення налічує близько 1000 особин.
- G. g. gazella — в  Ізраїлі і Лівані. Населення налічує близько 3000 особин. Винищений в Сирії, Йорданії та Єгипті.
- G. g. acaciae — на півдні  Ізраїлю. Ця реліктова популяція, що потрапила в ізоляцію в кінці льодовикового періоду в долині Арава північніше Ейлат а. У 1950-і роки тут жило кілька сотень газелей на території площею 7,5 км ². Водовідведення в долині призвело до масової загибелі тварин. В даний час тут проживає близько двадцяти особин.
- G. g. muscatensis мешкає на півночі оманської пустелі. Чисельність популяції налічує менше ста особин.